# Райт, Хаджи
Хаджи Амир Райт (англ. Haji Amir Wright; 27 марта 1998, Лос-Анджелес) — американский футболист, центральный нападающий клуба «Ковентри Сити» и сборной США.

## Карьера

### Клубная карьера
Райт — воспитанник академии «Лос-Анджелес Гэлакси».
Летом 2014 года тренировался в немецком «Шальке 04» с юниорским составом клуба до 17 лет.
30 марта 2015 года Райт подписал контракт с клубом Североамериканской футбольной лиги «Нью-Йорк Космос». Его профессиональный дебют состоялся 27 мая в матче третьего раунда Открытого кубка США 2015 против «Джерси Экспресс», в котором он вышел на замену вместо Себастьяна Гуэндзатти на 79-й минуте. В NASL дебютировал 25 июля в матче против «Инди Илевен», заменив Карлоса Мендеса на 69-й минуте. По окончании сезона 2015 контракт Райта с «Космосом» истёк и не был продлён.
15 апреля 2016 года Райт присоединился к «Шальке 04», подписав четырёхлетний контракт до 2020 года, и начал выступать за юниорский состав клуба до 19 лет. В основной состав клуба был переведён в мае 2017 года.
11 августа 2017 года Райт был отдан в аренду клубу Второй Бундеслиги «Зандхаузен» на сезон. Свой дебют за «Зандхаузен», 19 августа в матче против «Динамо Дрезден», отметил первым голом в профессиональной карьере.
В июле 2018 года проходил просмотр в клубе Второй Бундеслиги «Унион Берлин».
В сезоне 2018/19 выступал за «Шальке 04 II» в Оберлиге «Вестфалия». За первую команду «Шальке» в Бундеслиге дебютировал 24 ноября 2018 года в матче против «Нюрнберга», выйдя на замену на 88-й минуте вместо Стивена Скрибски. 19 декабря в матче против «Байер Леверкузен» забил свой первый гол в Бундеслиге.
12 июля 2019 года Райт перешёл по свободному трансферу в клуб нидерландской Эредивизи ВВВ-Венло, подписав однолетний контракт с опцией продления ещё на один год. За ВВВ-Венло дебютировал 3 августа в матче стартового тура сезона 2019/20 против «Валвейка», заработав пенальти. 30 октября в матче первого раунда Кубка Нидерландов 2019/20 против любительского коллектива «Груне Стер» забил свой первый гол за ВВВ-Венло. По окончании сезона 2019/20 ВВВ-Венло не стал продлевать контракт с Райтом.
2 августа 2020 года Райт присоединился к клубу датской Суперлиги «Сённерйюск», подписав двухлетний контракт с опцией продления ещё на один год. Свой дебют за «Сённерйюск», 11 сентября в матче стартового тура сезона 2020/21 против «Мидтьюлланна», отметил голом. В октябре Райт забил пять голов в семи матчах, за что был назван игроком месяца в Суперлиге.
По сведениям прессы в феврале 2021 года шведский «Мальмё» предложил за Райта 11 млн датских крон (15 млн шведских крон), но «Сённерйюск» затребовал вдвое большую сумму, после чего чемпион Швеции отменил сделку, посчитав цену слишком высокой.
В июле 2021 года Райт потребовал у «Сённерйюска» выставить его на трансфер и отказался участвовать в предсезонной подготовке клуба. В том же месяце «Сённерйюск» продлил контракт с ним ещё на один год, до лета 2024 года, и отдал его в однолетнюю аренду с опцией выкупа клубу турецкой Суперлиги «Антальяспор». Дебютировал за «Антальяспор» 15 августа в матче стартового тура сезона 2021/22 против «Гёзтепе». 27 августа в матче против «Ризеспора» забил свои первые голы за «Антальяспор», оформив хет-трик. Всего в сезоне 2021/22 забил 14 голов и отдал три результативные передачи.

### Международная карьера
Райт привлекался в юношеские и молодёжные сборные США различных возрастных групп. В составе сборной США до 17 лет участвовал в юношеских чемпионатах КОНКАКАФ и мира 2015 года.
За сборную США Райт дебютировал 1 июня 2022 года в товарищеском матче со сборной Марокко, в котором вышел на замену с началом второго тайма вместо Хесуса Феррейры и реализовал пенальти.

## Достижения
Командные
 «Нью-Йорк Космос»
- Чемпион Североамериканской футбольной лиги: 2015

Индивидуальные
- Игрок месяца в Суперлиге: октябрь 2020